# Carcinops mimetica
Carcinops mimetica är en skalbaggsart som först beskrevs av Horn 1873.  Carcinops mimetica ingår i släktet Carcinops och familjen stumpbaggar. Inga underarter finns listade i Catalogue of Life.